# Comuna Drânceni, Vaslui
Drânceni este o comună în județul Vaslui, Moldova, România, formată din satele Albița, Băile Drânceni, Drânceni, Ghermănești (reședința), Râșești și Șopârleni.

## Demografie
Componența etnică a comunei Drânceni
     Români (91,53%)
     Alte etnii (8,47%)
Componența confesională a comunei Drânceni
     Ortodocși (90,82%)
     Alte religii (0,53%)
     Necunoscută (8,65%)
Conform recensământului efectuat în 2021, populația comunei Drânceni se ridică la 3.956 de locuitori, în scădere față de recensământul anterior din 2011, când fuseseră înregistrați 3.973 de locuitori. Majoritatea locuitorilor sunt români (91,53%). Din punct de vedere confesional, majoritatea locuitorilor sunt ortodocși (90,82%), iar pentru 8,65% nu se cunoaște apartenența confesională.

## Istorie
La sfârșitul secolului al XIX-lea, comuna făcea parte din plasa Podoleni a județului Fălciu și era alcătuită din târgșorul Drânceni (cu 16 familii), cotul Ghermănești (cu 52 de familii), satul Râpele (56 de familii), satul Drânceni (8 familii), satul Vărăria (4 familii) și satul Odobești cu 2 familii. În total, comuna avea 204 de familii sau 1000 de locuitori. În comună funcționa o școală primară de băieți și una de fete, două școli private pentru evrei, un birou poștal și telegrafic, subprefectura plășii din care făcea parte, judecătoria de ocol. La acea vreme, pe teritoriul actual al comunei funcționa în aceiași plasă și comuna Râșești, alcătuită doar din satul de reședință cu același nume. Comuna avea o populație de 752 de locuitori, iar aici exista o școală și o biserică.
Anuarul Socec din 1925 consemnează comunele în plasa Mijloc din același județ. Comuna Drânceni avea o populație de 2800 de locuitori (în satele Drânceni-Târg, Drânceni, Cotu Ghermănești și Albița), iar comuna Râșești – 1150 de locuitori, în satele Râșești și Chersăcosu.
În anul 1931, comuna Râșești a fost desființată, iar satul Râșești a trecut la comuna Drânceni. De asemenea, comuna preia temporar satele comunei Arsura, cu excepția satelor Pâhnești și Fundătura care trec la comuna Duda. Comuna Drânceni era împărțită în satele Drânceni, Mihail Kogălniceanu, Ghermănești, Albița, Arsura, Rășești, Drânceni-Sat și Drânceni-Târg.
Comuna Arsura se reînființează după cel de-al doilea Război Mondial, iar comuna Drânceni rămâne fără satele Arsura și Mihail Kogălniceanu. În anul 1950, comuna a trecut la regiunea Bârlad, iar șase ani mai târziu la regiunea Iași. În acest timp, satele Drânceni-Târg și Drânceni-Sat se unifică pentru a forma actualul sat Drânceni, iar satul Ghermănești s-a desprins de comuna Drânceni formându-și timp de o vreme îndelungată, comuna cu aceiași nume.
În anul 1964, au fost înființate și satele Băile-Drânceni și Șopârleni (pe teritoriul comunei Ghermănești). În anul 1968, comunele au trecut la județul Vaslui. Cu această ocazie, comuna Ghermănești a fost desființată și inclusă în comuna Drânceni, iar reședința comunei a fost mutată în satul Ghermănești.

## Politică și administrație
Comuna Drânceni este administrată de un primar și un consiliu local compus din 13 consilieri. Primarul, Mihai Murarașu[*], de la Partidul Național Liberal, este în funcție din octombrie 2020. Începând cu alegerile locale din 2024, consiliul local are următoarea componență pe partide politice:
|  | Partid                          | Consilieri | Componența Consiliului | Componența Consiliului | Componența Consiliului | Componența Consiliului | Componența Consiliului | Componența Consiliului |
|  | ------------------------------- | ---------- | ---------------------- | ---------------------- | ---------------------- | ---------------------- | ---------------------- | ---------------------- |
|  | Partidul Național Liberal       | 6          |                        |                        |                        |                        |                        |                        |
|  | Partidul Social Democrat        | 5          |                        |                        |                        |                        |                        |                        |
|  | Alianța pentru Unirea Românilor | 1          |                        |                        |                        |                        |                        |                        |
|  | Partidul S.O.S. România         | 1          |                        |                        |                        |                        |                        |                        |